# Anosia obliterata
Anosia obliterata är en fjärilsart som beskrevs av Abel Dufrane 1948. Anosia obliterata ingår i släktet Anosia och familjen praktfjärilar. Inga underarter finns listade i Catalogue of Life.